# Украинская баскетбольная лига
Украинская баскетбольная лига (УБЛ) — альтернативный баскетбольный чемпионат Украины, единственный сезон которого был разыгран в 2008—2009 годах. Победителем чемпионата стал криворожский клуб «Кривбассбаскет-Люкс». В дивизионе «А» УБЛ выступило 10 команд:
- «Будивельник» (Киев)
- «Говерла» (Ивано-Франковск)
- «Грифоны» (Симферополь)
- «Днипро» (Днепропетровск)
- «ДнипроАзот» (Днепродзержинск)
- «Кривбассбаскет» (Кривой Рог)
- «Одесса» (Одесса)
- «Политехника-Галичина» (Львов)
- «Ферро-ЗНТУ» (Запорожье)
- «Черкаськи мавпы» (Черкассы).

## История
Украинская баскетбольная лига была основана 20 июня 2008 года как альтернатива Федерации баскетбола Украины. В неё вошли клубы, спонсируемые группой «Приват», одним из владельцев которой являлся Игорь Коломойский. Директором лиги был назначен бывший президент мариупольского «Азовмаша» Сергей Мельников. Презентация лиги прошла 3 сентября в Киеве.
Розыгрыш путёвок для клубов в европейские турниры остался в чемпионате, который проводила федерация, настроенная против новой лиги. Перешедшие в УБЛ «Политехника-Галичина» и «Черкасские мавпы» также лишились права выступить в Кубке вызова ФИБА 2008/09.
Лигой было опробовано несколько нововведений, доселе не практиковавшихся в украинском баскетболе: ограничение верхних планок бюджетов клубов, требование присутствия на площадке минимум одного украинского баскетболиста из пяти. На протяжении года своего существования УБЛ реализовала ряд зрелищно-спортивных проектов, как, например, Матч Звезд и Финал четырех Кубка лиги (победитель — «Будивельник» (Киев)). Слабой стороной чемпионата было неквалифицированное судейство, постоянные изменения в регламенте проведения первенства. В мае 2009 года в финальной серии до трех побед криворожский «Кривбассбаскет» со счетом 3:2 обыграл киевский «Будивельник», став первым и единственным обладателем золотых медалей чемпиона УБЛ. Через полтора месяца, в июле 2009 года, после объединения сильнейших баскетбольных клубов Украины в один чемпионат, Украинская баскетбольная лига прекратила своё существование.

## Победители
| Год  | Победитель     | Серебро     | Бронза               | Кубок УБЛ   |
| ---- | -------------- | ----------- | -------------------- | ----------- |
| 2009 | Кривбассбаскет | Будивельник | Политехника-Галичина | Будивельник |